# Бяла гвардия
 Тази статия е за войските в Русия.  За тези във Финландия вижте Бяла гвардия (Финландия).  
Вижте пояснителната страница за други значения на Гвардия.
Бяла гвардия (на руски: Бѣлая гвардiя / Белая гвардия), също Бяла армия (Бѣлая армiя/ Белая армия), Бяло движение (Бѣлое движенiе/ Белое движение) или само Бели, се използва като събирателно за руските военни формирования на територията на бившата Руска империя, които се създават след Октомврийската революция от 1917 г. и се противопоставят на Болшевишкото управление. Самите участници се наричат „белогвардейци“.
Между 1917 и 1922 г. Белите се впускат в битка на живот и смърт срещу новата съветска държава и нейната Червена армия, което отприщва гражданска война в Русия. Много разнородни, те са формирани от царисти (привърженици на идеята за конституционна монархия), републиканци и социалисти революционери. Някои от техните командващи продължават да се позовават на властта, произлязла от Февруарската буржоазна революция, но по-голямата част от тях искат връщане на предишната политическа и държавна система (самодържавието).
Основа на Бялата гвардия са офицери и генерали от старата Руска армия – Лавър Корнилов, Михаил Алексеев, Антон Деникин, Александър Колчак, Евгений Милер, Николай Юденич, Пьотър Врангел. Други генерали от Бялата гвардия са Роман фон Унгерн-Щернбер, Виктор Покровски, Михаил Пешня, Николай Епанчин, Александър Мосолов и Андрей Шкуро.

## Състав
Бялата гвардия е твърде разнородна по състав, включвайки царисти, партизани от конституционна монархия, републиканци и не на последно място социалисти революционери. Една част от техните водачи продължавали да се придържат към властта, родена по време на Февруарската революция, но мнозинството поддържали и копнеели за завръщането на самодържавието. Решението за бъдещето на Русия било отложено за периода след приключване на войната, като на този етап политическа програма, надхвърляща установеното статукво, не съществувала.
Освен това невъзможността да отговорят адекватно на въпросите, свързани със земеделските реформи, както и на появилите се независими движения (Финландия, Полша), допринасят за неустойчивия характер на Бялото движение.
Общите характеристики между белите формирования са:
- категорично отхвърляне на болшевишката власт
- първостепенно значение на военната администрация над гражданската
- Бялото движение като легитимен наследник на имперската власт или произтеклата от Февруарската революция
- признаване на върховната власт на адмирал Колчак
- държавни символи (национален флаг, герб, химн)

## Развитие
От август 1917 г. първо прегрупиране на юг в Русия се сформира около генералите Корнилов и Алексеев. С помощта на съюзниците от Антантата бели армии се създават през 1918 г. в периферните райони на бившата Руска империя. Поставени за известно време под командването на адмирал Колчак, те се ориентират към Москва. През първата половина на 1919 г. те бързо напредват и през лятото социалистическото правителство контролира здраво само малка част, отговаряща на стара Москва.
На юг отделно от Армията на доброволците, командвана от генерал Деникин, има друга на казаците, водена от атаманите Каледин и Богаевски. Северът е държан от армията на генерал Евгений Миллер, чиято оперативна база е в Архангелск. На изток цял Сибир заедно с региона на Урал е под властта на армиите на адмирал Колчак. На северозапад армията на Юденич напредва към Петроград.
Белите армии получават временна подкрепа от сили извън Русия: Япония, Обединеното кралство, Канада, Франция, САЩ, Германия, Австралия, Гърция и Чехословакия. Тази външна подкрепа се усеща най-силно чрез операция „Архангелск“, където съюзниците след инициативата на САЩ разполагат своите части в региона на Архангелск в края на 1917 г. От своя страна Франция изпраща 2 ескадрона от чуждестранния легион, съставени в голяма част от първите руски белогвардейци, избягали във Франция.
От края на 1919 г. военната ситуация е в полза на Червената армия, а фронтовете, държани от Белите армии, са почти напълно изтласкани. В същото време Врангел води офанзива в Крим като френското правителство признава официално през 1920 г. неговото правителство, а въоръжено движение продължава съпротивата в региона на Владивосток до 1922 г. През август същата година – 2 мес. след неговото поражение, Михаил Дитрих – командващ Бялата армия от Далечния изток, свиква във Владивосток земски събор в региона на Амур и избира великия княз Николай Николаевич Романов за цар на цяла Русия. В края на 1919 г. пада последната крепост на белогвардейците град Оренбург намиращ се близо до границата с Казахстан (После градът става временна столица на Киргизстан-старото име на Казахстан). Белите армии са разбити, а белогвардейците се разпръскват, като оцелелите се качват на корабите на съюзниците или намират убежище в страните край СССР. Голяма част от тях намират своето спасение в България.
Причините за провала на Белите армии са от политически и военен характер. Червената армия има числено превъзходство и единно командване от по-висока класа. От своя страна Белите армии страдат от разногласия вътре в командването и не успяват да се обединят и/или да координират успешно действията помежду си. Отвъд това липсата на политическа и социална програма, която да привлече населението за каузата на контрареволюцията, е решаваща. Непопулярните мерки, като мобилизацията в окупираните региони и реституцията на големи части от тяхната собственост, отдалечават белогвардейците от селяните, които се надяват най-накрая да се сдобият със собственост върху земята.

## Поражение
Между 1920 и 1930 г. множество бели формации се създават извън Русия с намерението да свалят социалистическия режим чрез партизанска война. Корпуси от руски кадети са създадени в множество страни с цел да подготвят следващото поколение за „пролетна кампания“ (термин, създаден от белите емигранти, означаващ очакваното възобновяване на тяхната кампания срещу болшевиките). Значителен брой от новопостъпилите се записват като доброволци в руската армия по време на Втората световна война, много белогвардейци предпочитат да участват в Армията за освобождение на Русия. Други руски емигранти като Деникин са подкрепяли Червената армия и СССР срещу Нацистка Германия чрез антифашизъм и срещу чуждата агресия.